# Apsorpcioni spektar
Apsorpcioni spektar materijala je frakcija upadne radijacije koju je materijal apsorbovao na rasponu frekvencija. Apsorpcioni spektar je prvenstveno određen atomskom i molekulskom kompozicijom materijala. Postoji veća verovatnoća da će do apsorpcije radijacije doći na frekvencijama koje se poklapaju sa energetskom razlikom između dva kvantno mehanička stanja molekula. Apsorpcija do koje dolazi usled prelaza između dva stanja se naziva apsorpcionom linijom i spektar se tipično sastoji od mnoštva linija.
Frekvencije gde se javljaju apsorpcione linije, kao i njihovi relativni intenziteti, prvenstveno zavise od elektronske i molekulske strukture uzorka. Frekvencije isto tako zavise od interakcija između molekula u uzorku, kristalne strukture čvrstog materijala, i nekoliko faktora okruženja (e.g., temperatura, pritisak, elektromagnetno polje). Širina i oblik linija su prvenstveno zavisni od spektralne gustine ili gustine stanja sistema.

## Teorija
Apsorpcione linije se tipično klasifikuju po prirodi kvantno mehaničke promene indukovane u molekulu ili atomu. Rotacione linije se na primer javljaju kad se rotaciono stanje molekula promeni. Rotacione linije se tipično sreću u mikrotalasnom spektralnom regionu. Vibracione linije korespondiraju primenama vibracionih stanja molekula i tipično se nalaze u infracrvenom regionu. Elektronske linije korespondiraju promeni elektronskog stanja atoma ili molekula i tipično se nalaze u vidljivom ili ultraljubičastom regionu. Apsorpcije X-zraka su povezane sa pobuđivanjima unutrašnjih ljuski elektrona u atomima. Te promene isto tako mogu da budu kombinovane (e.g. rotaciono-vibracioni prelazi), što dovodi do novih apsorpcionih linija sa kombinovanom energijom te dve promene.
Energija vezana za kvantno mehaničke promene prvenstveno određuje frekvenciju apsorpcione linije, mada frekvencija može da bude pomerena usled nekoliko tipova interakcija. Električna i magnetna polja mogu da imaju uticaja. Interakcije sa susednim molekulima mogu da uzrokuju pomeranja. Na primer, apsorpcione linije molekula u gasnoj fazi mogu da budu znatno pomerene kad taj molekul pređe u tečno ili čvrsto stanje i formira jače interacije sa susednim molekulima.
Širina i oblik apsorpcionih linija su određeni instrumentom koji se koristi za merenje, materijalom koji apsorbuje radijaciju i fizičkim okruženjem tog materijala. Uobičajeno je da linije imaju oblik Gausove ili Lorencove distribucije. Isto tako je uobičajeno da se linije oposuju samo njihovim intenzitetom i širinom umesto celokupnog oglika.
Integrisani intenzitet — dobijen putem integracije površine ispod apsorpcione linije — proporcionalan je količini prisutne apsorbujuće supstance. Intenzitet je isto tako zavistan od temperature supstance i kvantno mehaničkih interakcije između radijacije i apsorbera. Ova interakcija se kvantifikuje putem momenta tranzicije i zavisi od datog nižeg stanja sa koga prelaz započinje, kao i gornjeg stanja.
Širina apsorpcionih linija se može odrediti pomoću spektrometra. Spektrometar ima nasledno ograničenje u pogledu stepena u kome može da odredi najužu moguću širinu linija. Ako je širina veća od rezolucionog limita, onda je ona prvenstveno zavisna od okoline apsorbera. Tečni ili čvrsti apsorber, u kojima susedni molekuli formiraju jake međusobne interakcije, imaju tendenciju formiranja širih linija u odnosu na gasove. Povećanje temperature i pritiska apsorbujućeg materijala isto tako ima tendenciju proširivanja linija. Takođe se često događa da je nekoliko susednih prelaza dovoljno međusobno blizo da se njihove linije preklope i da je rezultirajuća linija stoga još šira.

## Relacija sa transmisionim spektrom
Apsorpcioni i transmisioni spektri predstavljaju ekvivalentne informacije i jedan se može izračunati iz drugog putem matematičkih transformacija. Transmisioni spektar ima maksimalni intenzitet na talasnim dužinama gde je apsorpcija najslabija, jer se više svetlosti prenosi kroz uzorak. Apsorpcioni spektar će umati svoj maksimalni intenzitet na talasnim dužinama gde je apsorpcija najjača.

## Relacija sa emisionim spektrom
Emisija je proces kojim supstanca oslobađa energiju u obliku elektromagnetne radijacije. Do emisije može da dođe na bilo kojoj frekvenciji na kojoj dolazi do apsorpcije, i to omogućava da se apsorpcione linije odrede iz emisionog spektra. Emisioni spektar tipično ima sasvim različit obrazac intenziteta od apsorpcionog spektra, tako da oni nisu ekvivalentni. Apsorpcioni spektar se može izračunati iz emisionog spektra koristeći odgovarajuće teoretske modele i dodatne informacije o kvantno mehaničkim stanjima supstance.

## Relacija sa spektrima rasipanja i reflekcije
Spektri rasipanja i reflekcije materijala su zavisni od indejsa refrakcije i apsorpcionog spektra. U optičkom kontekstu, apsorpcioni spektar se tipično kvantifikuje putem koeficijenta ekstinkcije, i koeficijenti ekstinkcije i prelamanja su kvantitativno povezani putem Kramers-Kronigove relacije. Stoga se apsorpcioni spektar može izvesti iz spektra rasipanja ili reflekcije. Ovo obično zahteva pojednostavljivanje pretpostavki ili modela, pa je izvedeni spektar apsorpcije aproksimacija.

## Literatura
- Weinberg, S. (2002). The Quantum Theory of Fields. I. Cambridge University Press. ISBN 978-0-521-55001-7.
- Barden, S.C.; Arns, J.A.; Colburn, W.S. (jul 1998).  d'Odorico, Sandro, ур. „Volume-phase holographic gratings and their potential for astronomical applications” (PDF). Proc. SPIE. Optical Astronomical Instrumentation. 3355: 866—876. Bibcode:1998SPIE.3355..866B. CiteSeerX 10.1.1.25.5736 . doi:10.1117/12.316806. Архивирано из оригинала (PDF) 28. 07. 2010. г. Приступљено 23. 05. 2020.
- Oke, J. B.; Gunn, J. E. (1983). „Secondary standard stars for absolute spectrophotometry”. The Astrophysical Journal. 266: 713. Bibcode:1983ApJ...266..713O. doi:10.1086/160817.
- Pawsey, Joseph; Payne-Scott, Ruby; McCready, Lindsay (1946). „Radio-Frequency Energy from the Sun”. Nature. 157 (3980): 158—159. Bibcode:1946Natur.157..158P. PMID 21015114. doi:10.1038/157158a0.
- Ryle, M.; Vonberg, D. D. (1946). „Solar Radiation on 175 Mc./s”. Nature. 158 (4010): 339—340. Bibcode:1946Natur.158..339R. doi:10.1038/158339b0.
- Robertson, Peter (1992). Beyond southern skies: radio astronomy and the Parkes telescope. University of Cambridge. ISBN 0-521-41408-3.
- Gregory, Stephen A.; Michael Zeilik (1998). Introductory astronomy & astrophysics (4. изд.). Fort Worth [u.a.]: Saunders College Publ. стр. 322. ISBN 0-03-006228-4.
- Pan, Liubin; Scannapieco, Evan; Scalo, Jon (1. 10. 2013). „Modeling the Pollution of Pristine Gas in the Early Universe”. The Astrophysical Journal. 775 (2): 111. Bibcode:2013ApJ...775..111P. arXiv:1306.4663 . doi:10.1088/0004-637X/775/2/111.
- Johansson, LE; Andersson, C; Ellder, J; Friberg, P; Hjalmarson, A; Hoglund, B; Irvine, WM; Olofsson, H; Rydbeck, G (1984). „Spectral scan of Orion A and IRC+10216 from 72 to 91 GHz”. Astronomy and Astrophysics. 130: 227—56. Bibcode:1984A&A...130..227J. PMID 11541988.
- „Luminosity of Stars”. Australia Telescope National Facility. 12. 7. 2004. Архивирано из оригинала 9. 8. 2014. г. Приступљено 2. 7. 2012.
- Ball, David W. (2001). Basics of Spectroscopy. Bellingham, Washington: Society of Photo-Optical Instrumentation Engineers. стр. 24, 28. ISBN 0-8194-4104-X.
- „Types of Binary Stars”. Australia Telescope Outreach and Education. Australia Telescope National Facility. Архивирано из оригинала 8. 12. 2013. г. Приступљено 26. 11. 2013.
- Bowen, I. S. (1. 10. 1927). „The Origin of the Nebulium Spectrum”. Nature. 120 (3022): 473. Bibcode:1927Natur.120..473B. doi:10.1038/120473a0.
- Cami, J.; Bernard-Salas, J.; Peeters, E.; Malek, S. E. (22. 7. 2010). „Detection of C60 and C70 in a Young Planetary Nebula”. Science. 329 (5996): 1180—1182. Bibcode:2010Sci...329.1180C. PMID 20651118. doi:10.1126/science.1192035.
- Bus, S (jul 2002). „Phase II of the Small Main-Belt Asteroid Spectroscopic Survey A Feature-Based Taxonomy”. Icarus. 158 (1): 146—177. Bibcode:2002Icar..158..146B. doi:10.1006/icar.2002.6856.

## Spoljašnje veze
- Solar absorption spectrum
- Visible Absorption Spectrum Simulation Архивирано на веб-сајту  (1. новембар 2016)
- Plot Absorption Intensity for many molecules in HITRAN database Архивирано на веб-сајту  (11. април 2022)
- W. E. Howard. „A Chronological History of Radio Astronomy” (PDF). Архивирано из оригинала (PDF) 14. 7. 2012. г. Приступљено 2. 12. 2013.